# Sidudu
Sidudu är en ö i Botswana.   Den ligger i den norra delen av landet, på gränsen mot Namibia, 800 km norr om huvudstaden Gaborone. Arean är 5,0 kvadratkilometer.
Omgivningarna runt Sidudu är huvudsakligen savann. Trakten runt Sidudu är nära nog obefolkad, med mindre än två invånare per kvadratkilometer.